# Queen Mary's Dolls' House

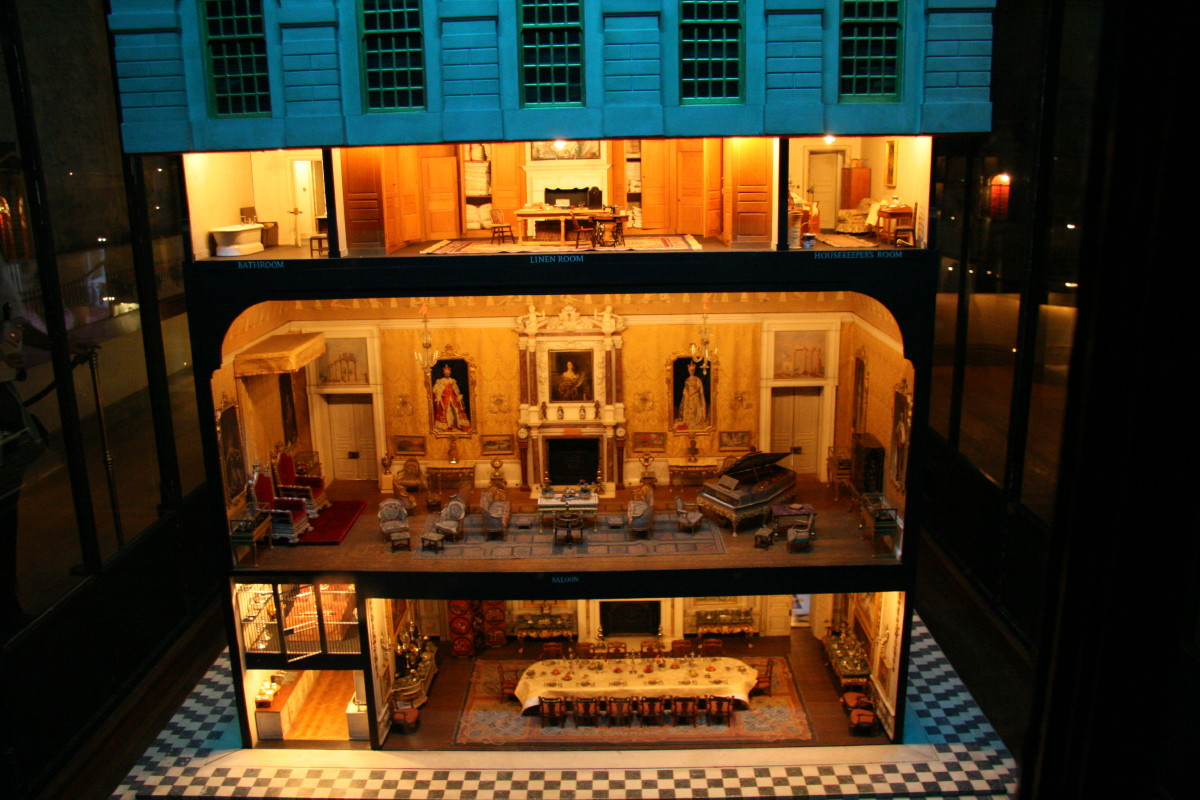
Queen Mary's Dolls' house

La maison de poupées de la reine Mary (Queen Mary's Dolls' House) est une maison de poupée fabriquée au début des années 1920, achevée en 1924, pour la reine britannique Mary de Teck. Elle est conçue par l'architecte Sir Edwin Lutyens, avec la contribution de nombreux artistes et artisans notables de l'époque ; elle comprend une bibliothèque de livres miniatures contenant des histoires originales écrites par des auteurs tels que Sir Arthur Conan Doyle ou AA Milne.

## Histoire
L'idée de construire la maison de poupée vient à l'origine de la cousine de la reine Mary, la princesse Marie Louise, qui a discuté de son idée avec l'un des meilleurs architectes de l'époque, Sir Edwin Lutyens, lors de l'exposition d'été de la Royal Academy de 1921. Sir Edwin accepte de construire la maison de poupée et commence les préparatifs. La princesse Marie-Louise a de nombreuses relations dans le monde des arts et fait en sorte que les meilleurs artistes et artisans de l'époque apportent leurs talents particuliers à la maison. Elle est fabriquée comme un cadeau du peuple à la reine Mary et pour servir de témoignage historique illustrant la manière dont une famille royale pouvait vivre à cette époque en Angleterre.
Elle présente les produits les plus raffinés et les plus modernes de l’époque. La maison de poupée est ensuite exposée pour collecter des fonds pour les œuvres caritatives de la reine. Elle est exposée à l'origine à l'Exposition de l'Empire britannique, de 1924 à 1925, où plus de 1,6 million de personnes viennent la voir. Elle est maintenant exposée au château de Windsor, à Windsor, Berkshire, en Angleterre, comme attraction touristique.

## Description

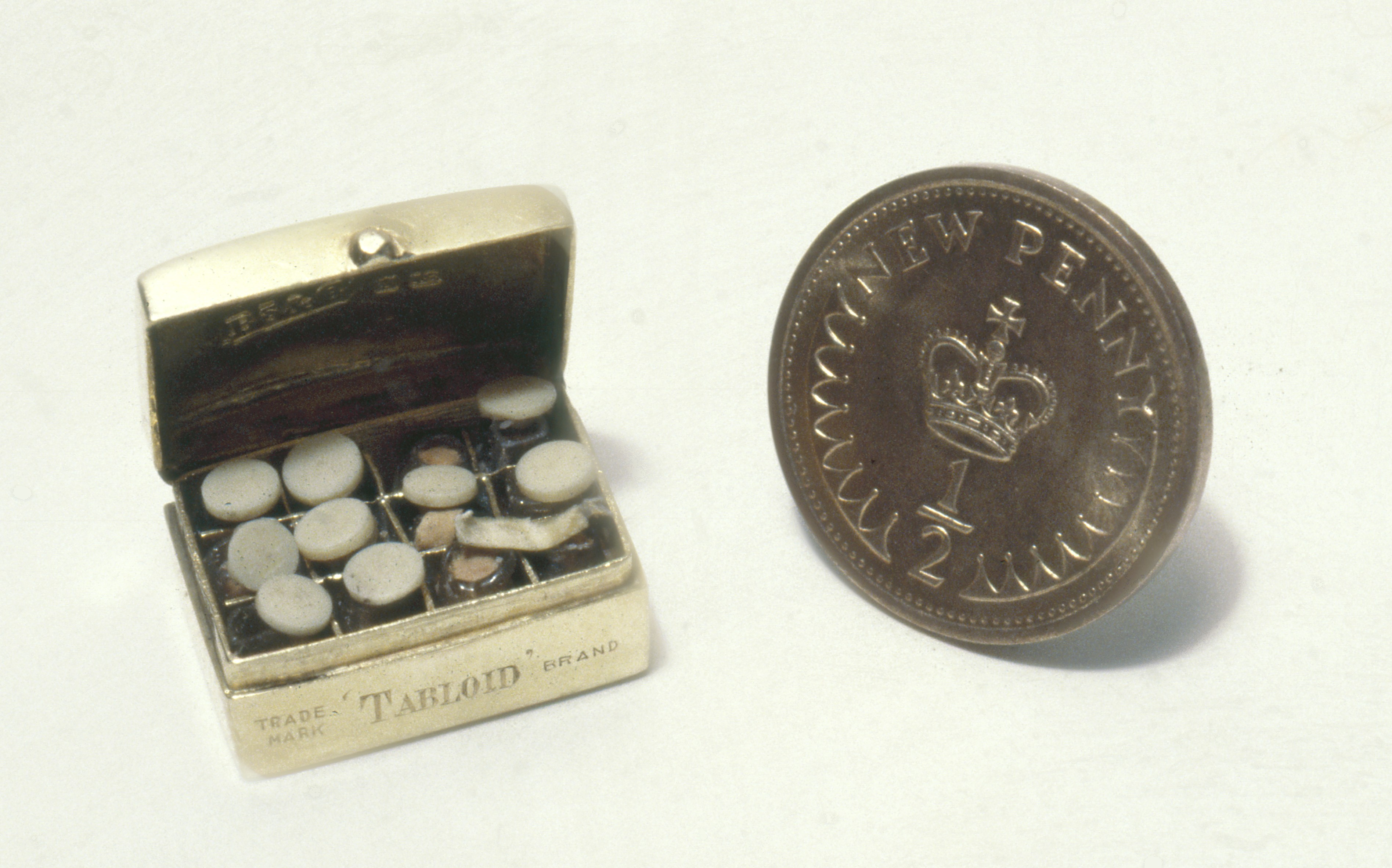
Une armoire à pharmacie de la maison de poupée, présentée à côté d'un demi-penny de 17mm

La maison de poupée est réalisée à l'échelle 1:12 (un pouce pour un pied), mesure plus de trois pieds de haut et contient des modèles de produits d'entreprises bien connues de l'époque. Elle est remarquable par ses détails et le détail des objets qu'elle contient, dont beaucoup sont des répliques au 1⁄12 d'objets du château de Windsor. 
Ces modèles sont fabriqués soit par les entreprises elles-mêmes, soit par des modélistes spécialisés, tels que Twining Models (en) de Northampton, en Angleterre. Les tapis, les rideaux et les meubles sont tous des copies de l'original, et la maison dispose de luminaires fonctionnels. Les salles de bains sont entièrement équipées d'eau courante et comprennent des toilettes à chasse d'eau avec du papier toilette miniature. La maison contient également des fusils de chasse à canon basculant pouvant être chargés comme de vrais, du linge de maison monogrammé, des ascenseurs et un garage de voitures avec des moteurs fonctionnels.
De plus, des écrivains célèbres ont écrit des livres spécialement pour la bibliothèque de la maison, qui ont été reliés à l'échelle par Sangorski & Sutcliffe (en). Sir Arthur Conan Doyle a écrit la nouvelle How Watson Learned the Trick (en) et MR James a écrit The Haunted Dolls' House (en). AA Milne a écrit pour la maison le poème Vespers (en). On trouve également des histoires originales de JM Barrie, Thomas Hardy, Rudyard Kipling et W. Somerset Maugham (George Bernard Shaw a refusé d'écrire une histoire pour la maison). Les personnes suivantes ont également composés des œuvres originales pour la maison : Gustav Holst, Frederick Delius, Arthur Bliss, John Ireland et Arnold Bax, Sir Edward Elgar refuse de participer.
Des peintres, dont Eli Marsden Wilson, Edith Mary Hinchley (en), Gladys Kathleen Bell (en) et Christopher Adams, ont également fourni des tableaux miniatures. Deux dessins à la plume et à l'encre de G. Howell-Baker (en) ont été fournis par sa sœur, qui écrit pour informer qu’il était récemment décédé lorsque la demande de contribution était parvenue du palais,.
Même les bouteilles de la cave à vin sont remplies des vins et spiritueux appropriés, et les roues des véhicules à moteur sont correctement rayonnées. Les achats de la reine Mary attirent l’attention des médias sur des artisans spécialisés comme Dorothy Rogers (en), qui réalise des tapis miniatures en broderie pour la maison.
Un jardin caché n'est révélé que lorsqu'un vaste tiroir tiré depuis la base du bâtiment principal. Conçu par Gertrude Jekyll, il comprend des répliques de végétation et d’outils de jardin, et suit le thème traditionnel d’un jardin d’ornement..
En 2024, vingt nouveaux manuscrits sont ajoutés à la bibliothèque de la maison dans le cadre du projet anniversaire dirigé par la reine Camilla pour refléter la littérature moderne britannique. Sebastian Faulks, Bernardine Evaristo, Elif Shafak, Malorie Blackman, Alan Bennett, Julia Donaldson, Anthony Horowitz, Tom Stoppard, A. N. Wilson (en), Jacqueline Wilson, Philippa Gregory, Simon Armitage, Ben Okri, Joseph Coelho (en) et Tom Parker Bowles (en) font partie des auteurs qui ont contribué,.

## Reproductions
L'entreprise de céramique Cauldon China a produit une boîte en porcelaine de Parian représentant la maison, mesurant 9,5 × 15 cm et 12,5 cm de haut, lors de l'exposition de 1924. Une version fut également réalisée avec l’emblème de l’exposition appliqué en transfert de couleur, dans le style des porcelaines héraldique. Une partie des bénéfices a été reversée aux œuvres caritatives de Queen Mary.